# Pertti Neumann
Pertti Olavi "Nipa" Neumann, tidigare Nieminen; född 11 oktober 1959 i Björneborg, är en finsk musiker, sångare och låtskrivare i musikgruppen Dingo. Han har även fungerat som solist i musikgrupperna D.N.A, SIR 59, MAC, Bwana, S.E.X.. 

## Innan musikkarriären
Neumann hoppade av skolan vid 15 års ålder och blev jungman på en oljetanker. Neumann arbetade som sjöman fram till sin värnplikt på minsveparen Keihässalmi. Efter värnplikten arbetade han bland annat som diskare, brevbärare och städare och slutligen på fartyget Sandviken, som främst transporterade papper till Nord- och Sydamerika. Efter att ha seglat i åtta månader återvände Neumann till Finland och köpte en mikrofon och sångförstärkare för pengarna han hade sparat.
Neumann for till sjöss ett tag i början av 1990-talet efter att tillfälligt tröttnat på musikkarriären.

## Karriär
Neumann grundade 1982 gruppen Dingo, som blev ett av de mest populära finska musikgrupperna genom tiderna. Gruppen upphörde att existera 1986. Neumanns solokarriär började i och med  välgörenhetssingeln "Mennään hiljaa kalke" (1985) medan Dingo fortfarande var aktivt. Strax innan Dingo bröt upp släppte Neumann soloalbumet Albion (1986).
Efter att Dingo bröt upp hösten 1986 grundade Neumann gruppen S.E-X. De släppte ett album med samma namn efter att ha splittrats.Efter det här fortsatte Neumann sin solokarriär med albumen Kotiinpaluu (1989, ung. Hemkomst på svenska) och Tähti ja meripoika (1992, ung. Stjärnan och havspojken på svenska). 
År 1992 gav Neumann även ut den självbiografiska boken Tähti ja meripoika.
År 1993 gjorde Dingo  och våren därpå släpptes ett nytt studioalbum vid namn Via Finlandia (1994). Albumet var mindre framgångsrikt än Dingos tidigare skivor och Dingo återgick till sin paus igen 1994. Efter Dingos comebackförsök fortsatte Neumann sin solokarriär och släppte albumet Nimeni on Neumann (1996, Mitt namn är Neumann). Albumet innehöll flera av Dingos gamla hits, men som Neumanns soloversioner.
År 1998 gjorde Dingo sin andra comeback. Den här gången var sammansättningen samma som åren 1984-1986. Dingo turnerade aktivt, men spelade inte in något nytt material. Det här pågick fram till 2002 då gruppen gjorde uppehåll. 
I och med Dingos nya uppehåll gjorde Neumann solo- och duospelningar samt grundade Western Rock Store i Björneborg. 2004 sålde Neumann företaget till en annan ägare.
År 2004 samlade Neumann åter ihop Dingo, men med förnyad sammansättning
Hösten 2012 deltog Neumann i Vain elämää-seriens första säsong. I mars 2013 släpptes ytterligare ett nytt soloalbum, under namnet Oma Waterloo (ung. Mitt Waterloo). Ursprungligen var det tänkt att skivan skulle heta Dingo.
Fram till 2016 turnerade Neumann frekvent med Dingo och som solist med gruppens material.
Hösten 2017 utgavs Dingo-kipparin lokikirja (ung. Dingoskepparens loggbok). Boken är skriven av Salla Nazarenko och bygger på biografiska intervjuer med Neumann.

## Privatliv
Neumann har varit gift två gånger. Hans första maka var sin barndomskärlek, "Marika". Makarna gifte sig 1987, efter att Dingo brutits upp. Äktenskapet varade till 1998. Marika dök inte upp offentligt. Neumann gifte sig för andra gången 2000 med Diana Neumann (f. Pitkämäki). Neumann och Diana har två söner. Paret skilde sig 2010.

## Soloproduktion

### Album
- Albion (1986)
- Kotiinpaluu (1989)
- Tähti ja meripoika (1992)
- Nimeni on Neumann (1996)
- Oma Waterloo (2013)

### Samlingsalbum
- Naisilleni (1992)
- 20 suosikkia - Naiselleni (1998)
- Tähtisarja - 30 suosikkia (2007)

### Böcker
- Tähti ja meripoika ( Otava, 1992)

## Grupper
- Dingo (1982–)
- D.N.A
- SIR 59
- MAC (1981–1982)
- Bwana (1982–1983)
- S.E.X. (1987)
- Neumann & Albion Rockers/Neumann Band (1988–1989)
- Neumann & the News
- Neumann Duo